# Sabanalarga (ort i Casanare, lat 4,85, long -73,04)
Sabanalarga är en ort i Colombia.   Den ligger i departementet Casanare, i den centrala delen av landet, 120 km öster om huvudstaden Bogotá. Sabanalarga ligger 471 meter över havet och antalet invånare är 1 419.
Terrängen runt Sabanalarga är varierad. Runt Sabanalarga är det glesbefolkat, med 15 invånare per kvadratkilometer. Närmaste större samhälle är Monterrey, 15,7 km öster om Sabanalarga. Omgivningarna runt Sabanalarga är en mosaik av jordbruksmark och naturlig växtlighet.